# Nam Jung-Dong
Nam Jung-Dong es una deportista surcoreana que compitió en taekwondo. Ganó una medalla de plata en el Campeonato Asiático de Taekwondo de 1990, en la categoría de –60 kg.

## Palmarés internacional
| Campeonato Asiático | Campeonato Asiático | Campeonato Asiático | Campeonato Asiático |
| Año                 | Lugar               | Medalla             | Categoría           |
| ------------------- | ------------------- | ------------------- | ------------------- |
| 1990                | Taipéi (Taiwán)     | Medalla de plata    | –60 kg              |